# Celestyny
Celestyny is een plaats in het Poolse district  Turecki, woiwodschap Groot-Polen. De plaats maakt deel uit van de gemeente Malanów en telt 78 inwoners.